# Удянський заказник
Удя́нський — ентомологічний заказник місцевого значення. Об'єкт розташований на території Золочівської селищної громади Богодухівського району Харківської області, на північ від села Уди.
Площа — 3 га, статус отриманий у 1984 році.
Охороняється ділянка злаково-різнотравної та чагарникової рослинності, де зареєстровані рідкісні види степових комах, занесені до Червоної книги України: рофітоїдес сірий, джміль моховий, а також корисні комахи-запилювачі люцерни та інших сільськогосподарських культур: евцери, андрени, галікти, мелітта заяча, джмелі: земляний, кам'яний.
Також трапляються регіонально рідкісні види рослин: чернець колосистий, вишня степова, ломиніс цілолистий, тирлич хрещатий, шавлія поникла, шавлія лучна.